# Robert Smirke (Architekt)

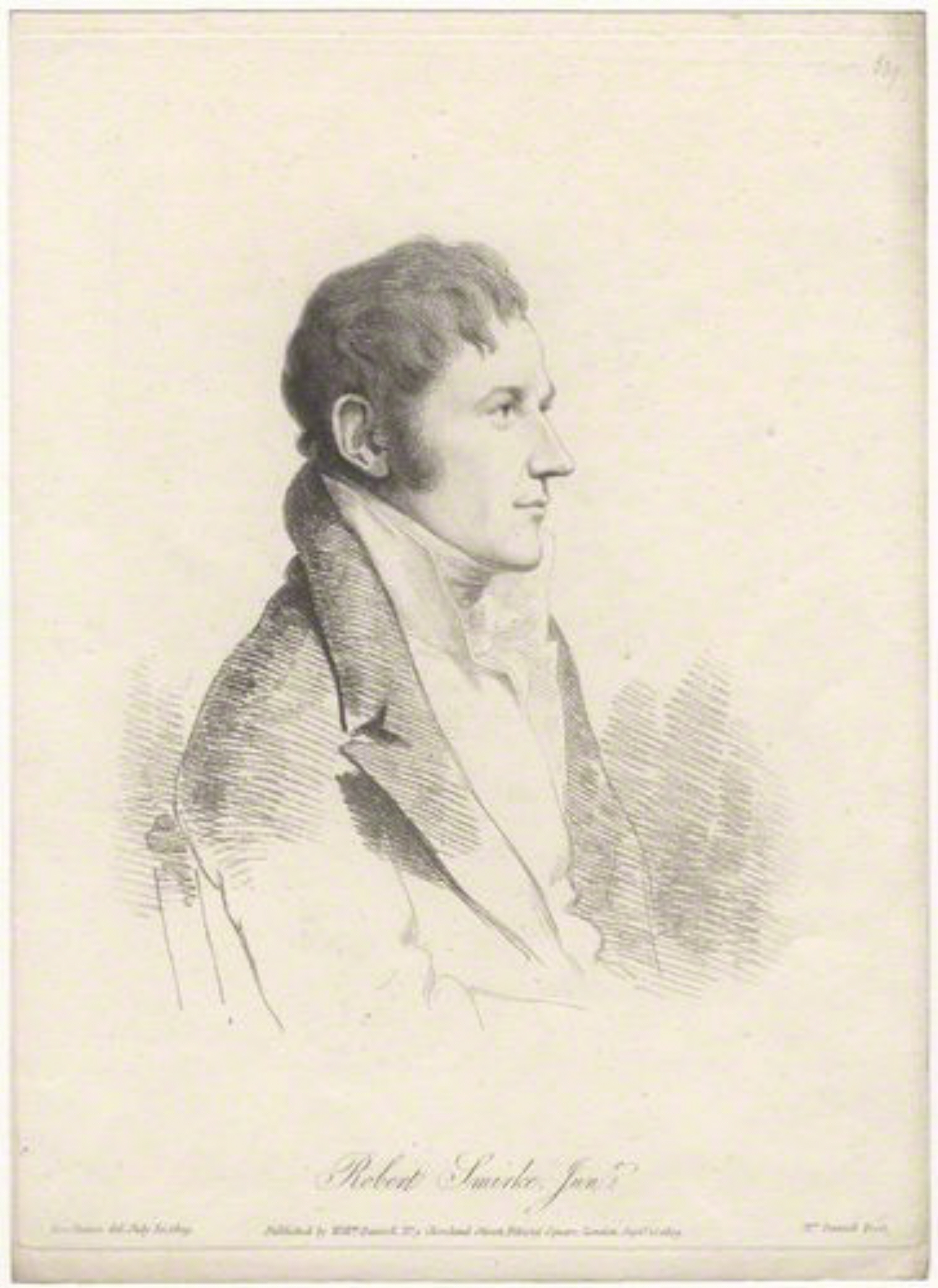
Robert Smirke (1809)

Sir Robert Smirke RA (* 1. Oktober 1780 in London; † 18. April 1867 in Cheltenham) war ein britischer Architekt. Er gestaltete zahlreiche bedeutende Gebäude in Großbritannien, insbesondere in London.

## Leben
Robert Smirke wurde als zweites von zwölf Kindern des Porträtmalers Robert Smirke geboren. In der Schule lernte er Latein, Griechisch und Französisch. Im Mai 1796 begann er seine Ausbildung zum Architekten bei John Soane und wurde im gleichen Jahr in die Royal Academy of Arts aufgenommen. Nach nur wenigen Monaten verließ Smirke aufgrund persönlicher Differenzen Soane und tat sich mit dem Architekten George Dance dem Jüngeren sowie dem Vermesser Thomas Bush zusammen. Von 1801 bis 1805 begab er sich auf Grand Tour und vertiefte sein Architekturstudium in Südeuropa. 1805 trat er der Society of Antiquaries of London sowie dem Architects' Club bei. 1806 publizierte er das Werk Specimens of Continental Architecture, das als erstes einer Serie von Bänden gedacht war, welche aber nie vervollständigt wurde.
Sein erstes unter staatlichem Auftrag entworfenes Gebäude war die Münzprägeanstalt Royal Mint. Im Rahmen weiterer Aufträge entwarf er den Neubau des abgebrannten Royal Opera House und wurde 1813 schließlich zusammen mit John Nash und seinem ehemaligen Lehrer John Soane in das Office of Works, das königliche Baubüro, berufen.
1819 heiratete Smirke Laura Freston, die Tochter des Geistlichen Anthony Freston, welcher wiederum ein Großneffe des Architekten Matthew Brettingham war. Der Ehe entsprang eine Tochter namens Laura.
Smirke wurde 1832 zum Knight Bachelor geschlagen. 1845 zog er sich von der aktiven Bautätigkeit zurück. 1853 verlieh ihm das Royal Institute of British Architects die Royal Gold Medal für Architektur. 1859 verließ er die Royal Academy und zog sich nach Cheltenham zurück, wo er 1867 starb. Er hinterließ ein Vermögen von 90.000 Pfund. In seinem Leben hatte er über zwanzig Kirchen, fünfzig öffentliche und sechzig private Gebäude entworfen oder renoviert.

## Bauten
Smirke errichtete zahlreiche Bauwerke im klassizistischen Baustil, von denen viele bis heute erhalten geblieben sind:
- Die königliche Münzstätte Royal Mint wurde von 1807 bis 1812 gebaut. Die ursprünglichen Pläne stammten von James Johnson, diese wurden jedoch von Smirke während der Ausführung modifiziert.
- Das Covent Garden Theatre, das heutige Royal Opera House, wurde von Smirke entworfen und in zehn Monaten von 1808 bis 1809 gebaut, jedoch 1857 bei einem Feuer zerstört.
- Der Haupttrakt und die Fassade des British Museum stellt das wohl bekannteste Werk Smirkes dar. Aus Kostengründen wurde die Ausführung in mehrere Etappen aufgeteilt. Als erstes wurde von 1823 bis 1828 die King's Library im Ostflügel gebaut. Der nördliche Teil des Westflügels mit den Egyptian Galleries folgte 1825 bis 1834. Der Nordflügel wurde von 1833 bis 1838, der Westflügel und die Südfront von 1842 bis 1846 gebaut. Auffälligstes Gestaltungsmerkmal der Südfront sind die vierundvierzig Ionischen Säulen.
- Das ursprüngliche Gebäude des Royal College of Physicians, heute bekannt als Canada House, wurde von Smirke geplant und von 1824 bis 1827 gebaut.
- An der Planung und Umsetzung des Lancaster House war Smirke im Jahr 1825 sowie von 1832 bis 1840 beteiligt.
- Das Herrenhaus Whittingehame House im schottischen East Lothian, 1825 fertiggestellt.
- Der Ostflügel des Somerset House wurde von Smirke entworfen und von 1829 bis 1831 gebaut, wobei die Gestaltung des von William Chambers gebauten Gebäudes übernommen wurde.
- Das Gebäude des Oxford and Cambridge Club an der Pall Mall wurde von Smirke von 1835 bis 1838 errichtet.
- Der eingestürzte Mittelteil des Custom House wurde 1825 von Smirke nach eigenen Entwürfen neu errichtet.

## Bilder

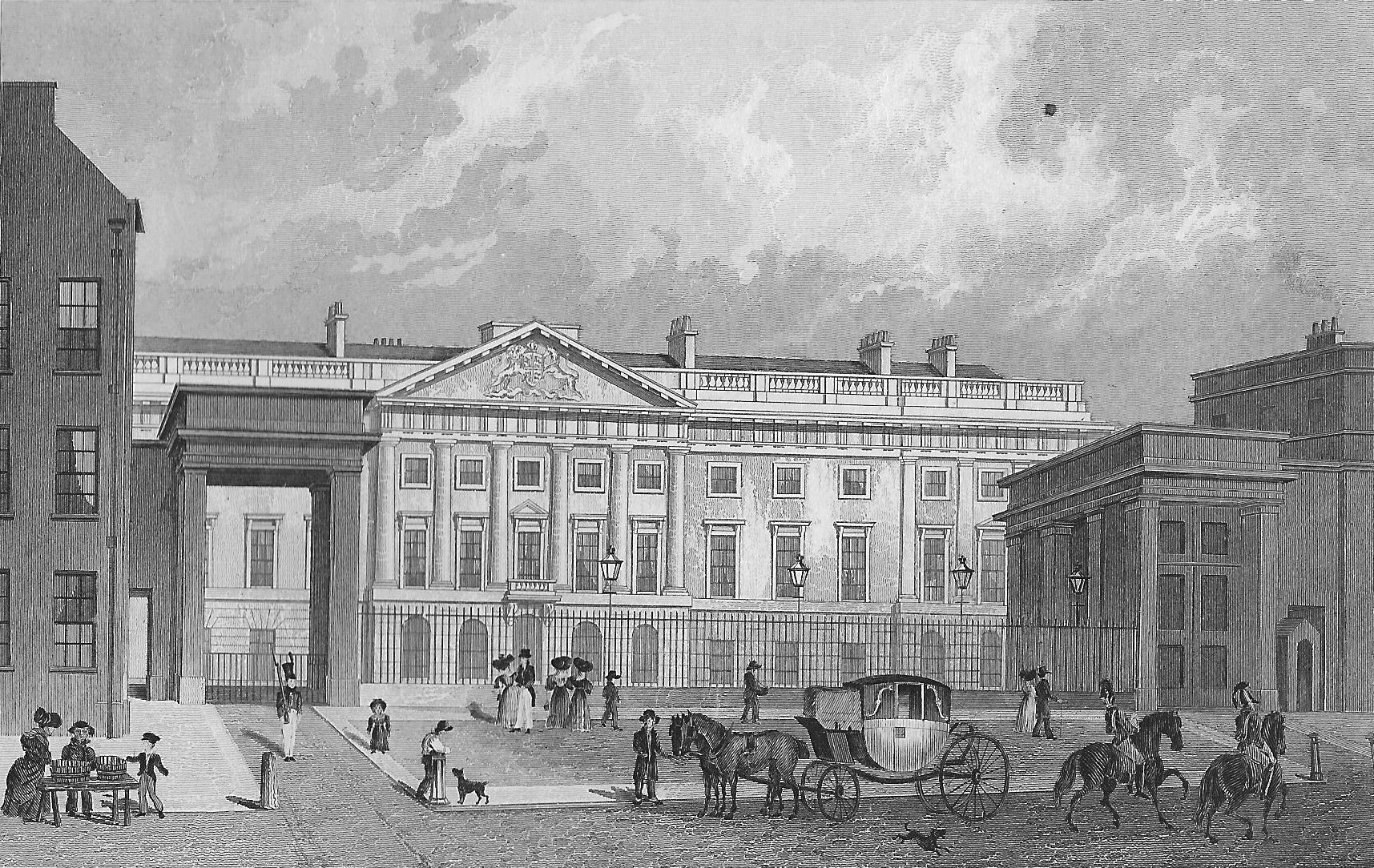
Royal Mint (von 1812)
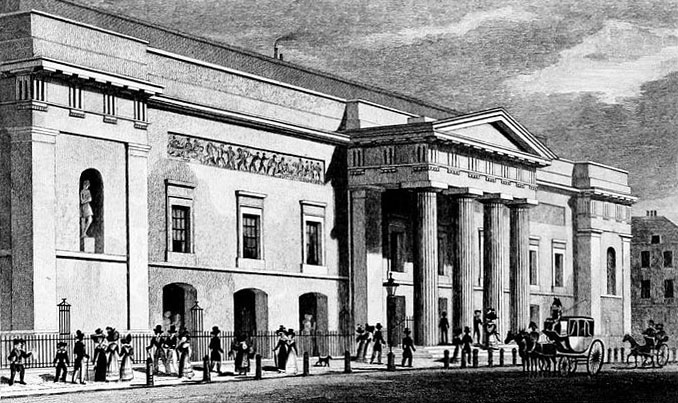
Royal Opera House (von 1809)
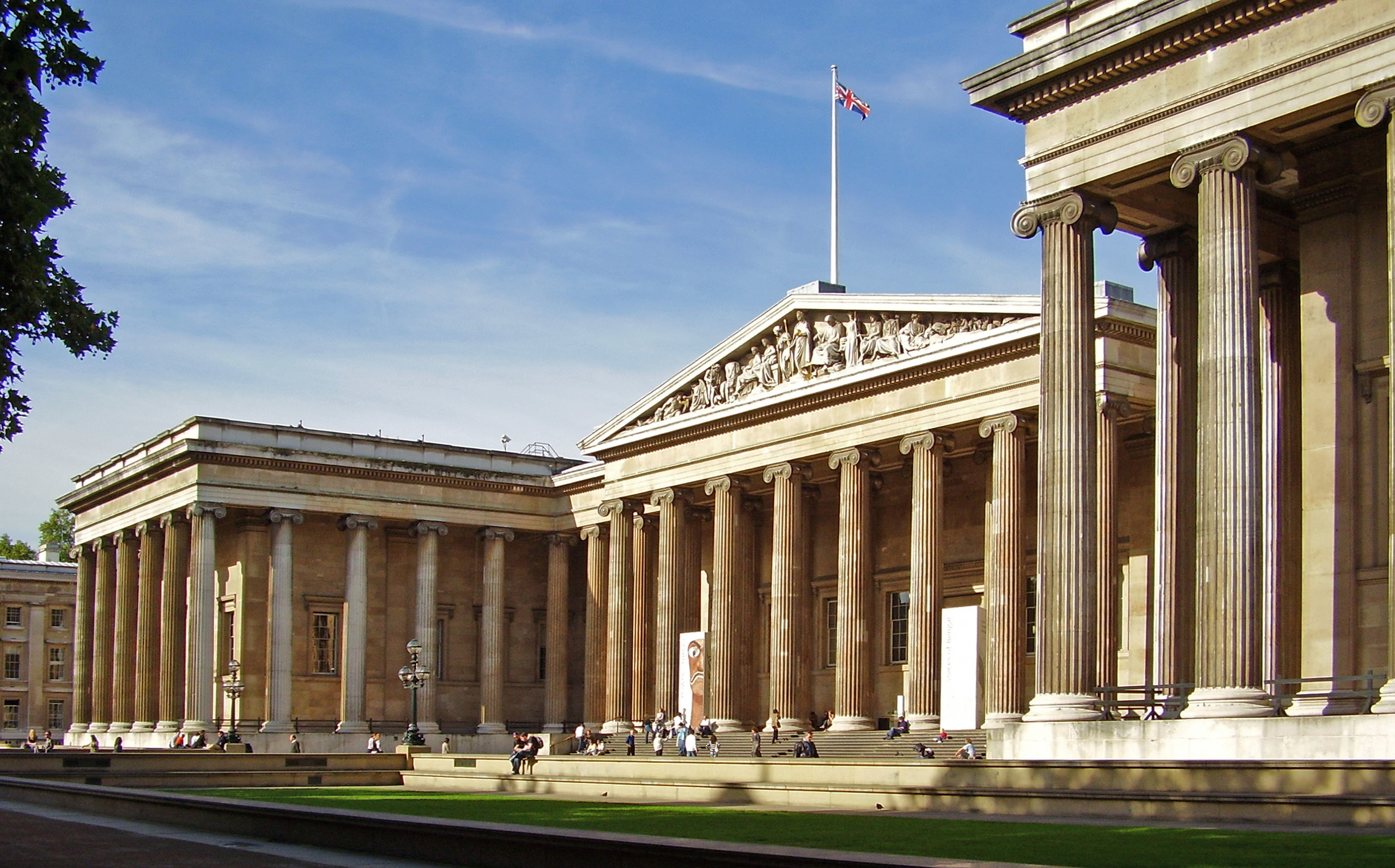
British Museum (1848)
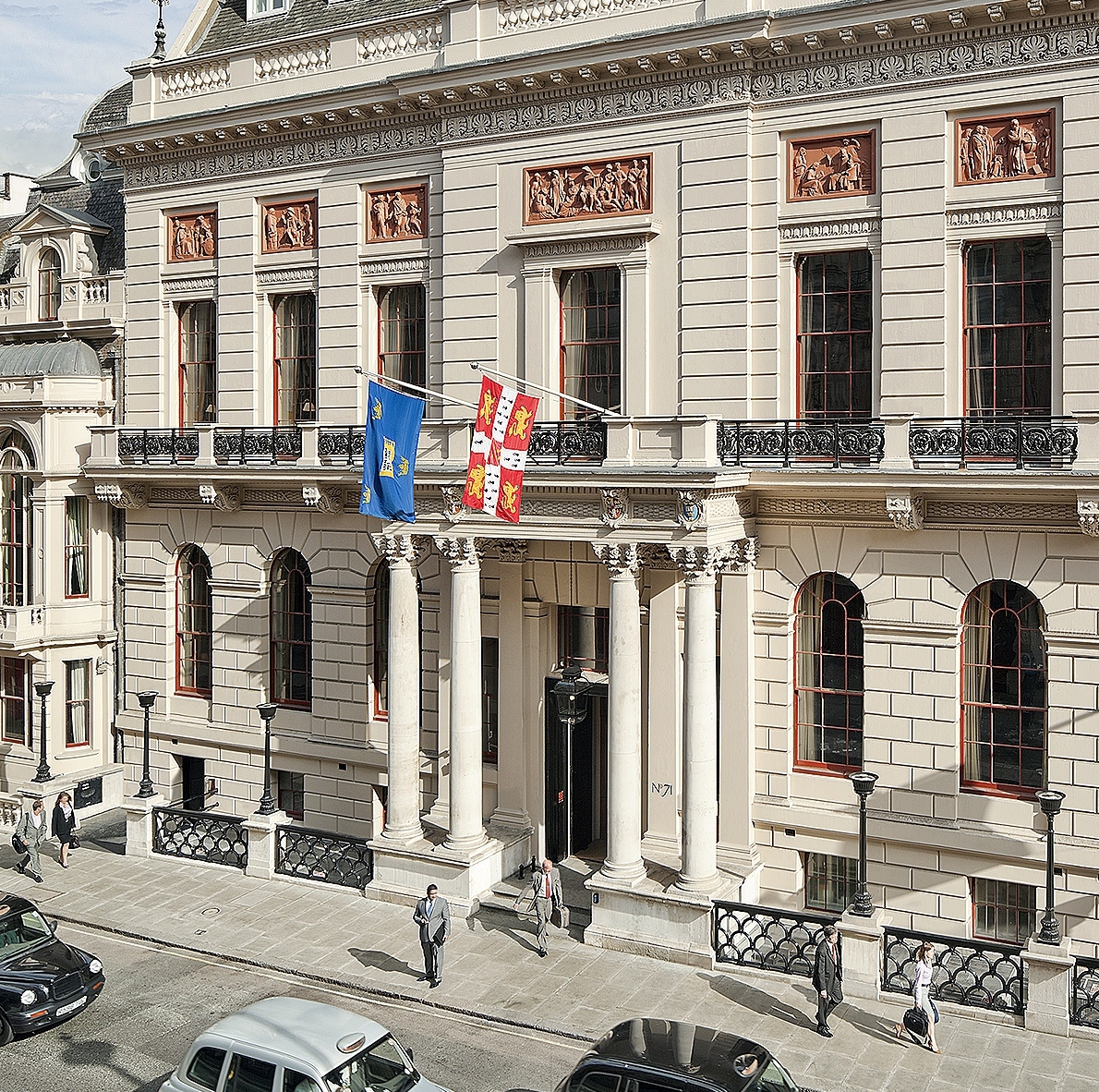
Oxford and Cambridge Club